# 姆巴凯省

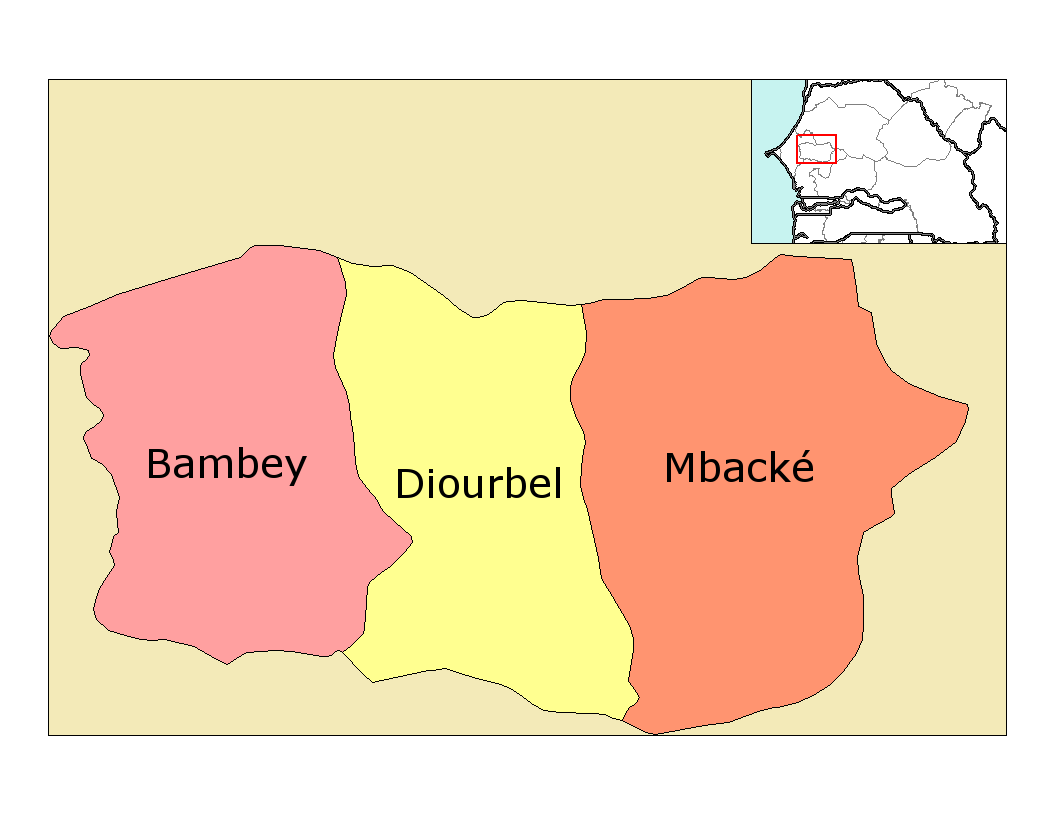

14°48′09″N 16°02′59″W / 14.80250°N 16.04972°W
姆巴凯省（法語：Département de Mbacké），是塞內加爾的省份，位於該國西部，由久爾貝勒區負責管轄，首府設於姆巴凯，西面是久爾貝勒省，面積1,833平方公里，2013年人口929,764，人口密度每平方公里510人。